# Tanulásban akadályozottak gyógypedagógiája
Tanulásban akadályozottak gyógypedagógiája a gyógypedagógia népességspecifikus pedagógiai diszciplínái közé tartozik; az értelmi fogyatékosok pedagógiájának differenciálódása folytán alakult ki.(Ez a folyamat Nyugat-Európában az 1960-as évek elején lezajlott, Magyarországon az 1980-as években kezdődött el.) 

## Tárgya
Tanulásban akadályozottak enyhén értelmi fogyatékosok fejlődési, nevelhetőségi sajátosságai; tanulásban akadályozottak nevelési folyamatának cél- és eszközrendszere, alapdokumentumai, műveltségtartalma, teljesítményszintjei, speciális eljárásai, színterei, eredményei, a gyakorlati műveléséhez szükséges feltételek, a benne részt vevő személyek köre, a tanulásban akadályozottak gyógypedagógiája továbbfejlesztésének tudományos követelményei és irányai.

## Fő témakörei
- 1. A tanulási akadályozottság definíciója, kialakulásának folyamata (eltérő álláspontok: intelligenciasérülés, hátrányos szocio-kulturális körülmények, tanulási képesség fejlődésének zavara, a gyermek nevelhetőségének és az iskolai nevelés összhangjának megbomlása, stb.). A tanulásban akadályozottak előfordulása a tanköteles korú népességben, összehasonlító statisztikai adatok.
- 2. tanulás és a tanulási képesség gyógypedagógiai szempontú értelmezése, oktathatóság és nevelhetőség. A fejlődést akadályozó okok és a tanulás összefüggése, a tanulási problémák fő területei és megjelenési formái (pl. a tantárgyi teljesítményekben). A tanulási képesség összetevői, diagnosztizálása, fejleszthetősége. A tanulás tevékenységrendszere, a tanulási folyamatok szakaszai, teljesítmények mérése.
- 3. Hatékony oktatási és tanulási eljárások nehezített tanulási feltételek mellett: tanulóközpontúság, egyes tanulási technikák fejlesztése, terápiás eljárások (pl. emlékezeti, figyelmi, gondolkodási hibák esetén). Az egyéni nevelési szükségletek megismerése; a tanulási motiváció javítása: környezeti és személyi hatások, feladatok felépítése és sorrendje. A szemléltető és a gyakorló eszközök kiválogatásának szempontjai (pl. kontraszthatás, lényegkiemelés, változatos ismételhetőség). A tanulási környezet kialakítása; a tevékenységekhez alkalmazkodó időbeosztás és térelrendezés, a csoportos és egyéni tanulás lehetőségeinek megteremtése.
- 4. A műveltségtartalom kiválasztásának szempontjai, felépítése; a tantárgyak rendszere. A nevelés-oktatás tervezése: helyi tantervek, csoportprogramok, egyéni terápiás tervek kidolgozásának szempontjai. A gyermekek fejlődésének dokumentálása.
- 5. A tanulásban akadályozottak iskolájának kialakulása (társadalmi, tudományos, gyakorlati pedagógiai okok), fejlődésének főbb állomásai, változási tendenciák, nemzetközi összehasonlítás (kisegítő iskola, eltérő tantervű általános iskola /EÁI/). A beiskolázást, áthelyezést és az iskolai nevelést-oktatást meghatározó rendelkezések (érvényes törvények, jogszabályok, rendeletek). Az EÁI felépítése, az általános iskolához viszonyított azonosságok és különbségek, az iskola kapcsolatai. A településméret és foglalkoztatási viszonyok hatása a nevelésre-oktatásra. A külön iskoláztatás társadalmi és pedagógiai indítékai.
- 6. A szakmatanulás és az önálló életvezetés kérdései (speciális szakiskolák), az EÁI-ba járt tanulók nyomon követő vizsgálatai, társadalmi beilleszkedés, közvélemény-kutatás.
- 7. A tanulásban akadályozottak részvétele az integrált iskoláztatásban: a szükséges pedagógiai feltételek (oktatás-szervezés, taneszköz-választék, csoportos és egyéni tanulás, gyermeki jogok, önkéntesség, elfogadás a pedagógusok, szülők, gyermekek részéről, megfelelő gyógypedagógiai közreműködés, eredményesség, stb.) létrehozása. Pedagógiai viták a szegregált és integrált nevelésről, hazai és külföldi tapasztalatok, kutatási eredmények. A szociális és társadalmi integráció feltételei.
- 8. Prevenciós feladatok: az iskolai tanulási nehézségeket előjelző tünetek felismerése óvodáskorban, fejlesztő-felzárkóztató programok, a „problémás gyermekek” segítése az általános iskolában; gyógypedagógiai szakszolgáltatás, tanulási klinika szerepe; tanácsadás szülőknek, pedagógusoknak; a stigmatizációs hatások, előítéletek csökkentése, megelőzése.
- 9. tanulásban akadályozottak nevelési folyamatában közreműködő személyek gyógypedagógusok, más szakemberek és szülők) köre, szerepe, kompetenciája; együttműködési formák. Döntés-előkészítés a gyermek élethelyzetének változtatásakor (pl. visszahelyezés az általános iskolába, speciális terápiák megkezdése, pályaválasztás, stb.).